# Juan Carlos Mandiá
Juan Carlos Mandiá Lorenzo (Alfoz, 17 gennaio 1967) è un allenatore di calcio ed ex calciatore spagnolo, di ruolo difensore, vice allenatore dell'Al-Qadisiya.